# Odiranje Marsiasa (Tizian)
Odiranje Marsiasa je slika italijanskega poznorenesančnega umetnika Tiziana, verjetno naslikana med približno 1570 in njegovo smrtjo leta 1576, ko je bil star osemdeset let. Zdaj je v nadškofovski palači v Kroměřížu na Češkem in pripada nadškofiji Olomouc (ki jo upravlja Muzej umetnosti Olomouc – Nadškofijski muzej). Je eno zadnjih Tizianovih del in je morda nedokončano, čeprav je na kamnu v ospredju delni podpis.
Slika prikazuje ubijanje z odiranjem ali odiranje živega Marsiasa, satira, ki je nepremišljeno izzval boga Apolona na glasbeno tekmovanje. To je eno od več platen z mitološkimi temami iz Ovida, ki jih je Tizian izdelal v svojih poznih letih, večinoma serije poezij za španskega kralja Filipa II., katerih del ta slika očitno ni bila.
Slika je bila od leta 1673 v Kroměřížu na Moravskem in je bila precej pozabljena, kar zadeva beneško slikarstvo, izven utrjenih poti. V kritično literaturo je »prišla šele leta 1909«. Do 1930-ih je bil med znanstveniki »splošno sprejet kot pomembno pozno delo«, širši javnosti pa malo poznan.
Ob svojem prvem modernem nastopu v tujini je bil »sprejet z začudenim občudovanjem« kot »zvezdna atrakcija« velike razstave na Kraljevi akademiji v Londonu leta 1983. Za večino gledalcev je bil nov in ga je opisal John Russell v New York Times kot »najbolj osupljivo sliko v oddaji«. Na začetku razširjene analize je sir Lawrence Gowing zapisal: »Vse te mesece – ni preveč reči – je bil London napol pod urokom te mojstrovine, v kateri je tragični pomen, ki je prevzel Tizianovo poezijo v njegovih sedemdesetih, dosegel svojo okrutnost in slovesna skrajnost. Večino dni se pred njo zgrinja gruče obiskovalcev, prikovanih in pošteno zbeganih... Na Akademiji se ljudje še vedno sprašujejo, na radiu pa dobronamerni kritiki debatirajo, kako je mogoče, da strašno boleča tema bi morala biti priložnost za lepoto ali veličino v umetnosti.«

## Opis in predmet
Izbira tako nasilnega prizora je bila morda navdihnjena s smrtjo Marcantonia Bragadina, beneškega poveljnika Famaguste na Cipru, ki so ga Osmani odrli, ko je mesto padlo avgusta 1571, kar je povzročilo ogromno ogorčenje v Benetkah. Tizianova kompozicija nedvomno izhaja iz kompozicije Giulia Romana izpred nekaj desetletij.
Oba umetnika sledita pripovedi v Ovidovih Metamorfozah (knjiga 6, vrstice 382–400), ki zelo na hitro pokrije tekmovanje, vendar relativno dolgo opisuje prizor odiranja kože, čeprav z malo znaki, ki bi ga pomagali vizualizirati. Marsij zavpije: "Zakaj me trgaš od mene?".
Marsias je bil spreten igralec klasičnega avlosa ali dvojne flavte, ki so jo do Tizianovega časa v umetnosti običajno nadomestile trstenke, in njegov komplet visi z drevesa nad njegovo glavo. Apolon je igral na svojo običajno liro, ki jo tukaj predstavlja sodobna lira da braccio, prednica violine z do sedmimi strunami. To igra figura nejasne identitete, za katero nekateri učenjaki trdijo, da je sam Apolon, ki se morda pojavi drugič, saj je Apolon očitno figura z lovorovim vencem, ki kleči in z nožem odira Marsiasove prsi. Domneva se tudi, da je glasbenik Orfej ali Olimp, predani Marsiasov učenec, ki ga je Apolon pozneje spremenil v igranje lire, in Ovid omenja. Mitski kralj Midas, sedeči starec na desni, se pogosto misli, da je avtoportret. Njegov pogled navzdol proti Marsiasu je vzporeden s pogledom glasbenika, ki gleda v nebesa na drugi strani slike.
Ovid se izogiba vprašanju, kdo so bili sodniki tekmovanja. V večini grških poročil so to vlogo odigrale tri muze, vendar so zgodbo zgodaj zamenjali z drugo, »Midasovo sodbo«, ki se je zgodila tukaj. To je bilo še eno glasbeno tekmovanje, vedno z liro proti trstenkam, vendar s samim Panom na piščalkah. Seveda je zmagal Apolon, toda po nekaterih poročilih je imel kralj Midas raje Pana in je za kazen dobil oslovska ušesa, medtem ko je bil Pan zgolj ponižan. Sedeča figura na desni nosi diadem in je Midas, čeprav se zdi, da njegova ušesa niso prizadeta. Včasih je bila naslikana tudi Midasova sodba. Obe zgodbi sta bili postavljeni v Frigijo, v sodobno Turčijo, kjer je vladal Midas, ki je imel v starodavnem svetu različne povezave z glasbo. Frigijci niso bili Grki, dokler niso bili helenizirani po Aleksandru Velikem, ampak so živeli na robu grškega sveta. Človek z nožem nosi frigijsko kapo.
Apolonu pomagata zlovešča skitska figura na levi, ki dela na Marsiasovi nogi in satir z vedrom za Midasom, morda za zbiranje krvi ali držanje odstranjene kože, ki jo je v nekaterih različicah zgodbe Apolon pozneje imel pribito v templju. Majhen deček ali deček satir zadržuje velikega psa na desni, medtem ko precej manjši pes pljuska po krvi, ki je padla na tla. Kot je bilo značilno v Tizianovem času in zlasti v njegovih delih, je satir prikazan s kozjimi nogami in rogovi, in obračanje to poudari kot tudi položaj, značilen za srednje velike živali, ki jih zakoljejo ali odirajo pred klanjem. Večji del njegovega telesa se še vedno zdi neodrt, toda Apolon drži v roki velik zavihek odstranjene kože, ki ne drži noža.
Kompozicijsko obliko črke »V«, ki jo tvorijo Marsiasove noge, odmevajo poudarjene črke »V« upognjenih rok štirih figur, ki so mu najbližje in vse gledajo vanj. Dejansko je njegov popek skoraj točno na sredini platna. Tehnični pregledi so ugotovili, da sta dve glavni razliki s kompozicijo Giulia Romana spremembe, ki so bile narejene precej po slikanju; prvotno je glasbenik samo držal svoj inštrument, kot v kompoziciji Giulia Romana, deček ali mali satir in veliki pes pa nista bila prisotna. Različica predmeta s temi značilnostmi, ki ni Tizianova ali njegove delavnice, ampak morda približno sodobna, je v zasebni zbirki v Benetkah. Morda temelji na drugi različici Tiziana ali študiji in je v teh pogledih bližje risbi Giulia Romana (na spodnji sliki).

## Pomen
Številni pisci so skušali ujeti pomen »slavne divjaške« slike, ki se je kljub »brutalnosti ravnanja« mnogim zdela zelo prepričljiva in opisana kot »najbolj obravnavana, čaščena« in sovražila vse Tizianove slike. Ena pogosta domneva je bila, da slika odraža ideje renesančnega neoplatonizma o »osvoboditvi duha od telesa« ali pridobitvi višjega vpogleda ali jasnosti. Takšne ideje se običajno štejejo za vključene v drugo znano obdelavo odiranja kože: odrta koža z avtoportretnim obrazom Michelangela, ki ga ima sveti Jernej kot svoj atribut v Poslednji sodbi v Sikstinski kapeli. Ena od Michelangelovih pesmi je uporabila metaforo kače, ki odvrže svojo staro kožo za njegovo upanje na novo življenje po njegovi smrti.
V tem duhu je Dante začel svoj Raj z molitvijo, naslovljeno na Apolona, ki ga je prosil, naj »Vstopi v moje prsi in tako vlij mi svojega duha, kot si Marsiasu, ko si ga iztrgal iz pokrova njegovih udov«. V nekaterih na drugih renesančnih upodobitvah so Marsiasove kosmate noge videti človeške, ko jih oderemo, zato je »rešen živalske narave, ki ga je obsodila na to strašno usodo«.
Filozofinja, ki je postala romanopiska, Iris Murdoch, je bila še posebej navdušena nad sliko, ki jo je v intervjuju opisala kot »največjo v zahodnem kanonu«. Omenjeno je v treh njenih romanih in včasih o njem razpravljajo liki. Na njenem portretu za National Portrait Gallery, ki ga je naredil Tom Phillips, reprodukcija zavzema večino stene za njeno glavo. Rekla je, da je »nekaj v zvezi s človeškim življenjem in vsemi njegovimi dvoumnostmi in vsemi njegovimi grozotami, in bedo, hkrati pa je nekaj lepega, slika je lepa in nekaj tudi v povezavi z vstopom duhovnega v človeški položaj in bližina bogov ...«
Splošna razlaga zgodbe o Marsiasu je bila ilustracija neizogibne katastrofe, ki je sledila oholosti v obliki izziva bogu. Zamisel o tekmovanju, ki krepi splošno moralno in umetniško premoč dvorne lire ali sodobnih godalnih inštrumentov nad rustikalno in lahkomiselno družino pihal, je bila prisotna v številnih starodavnih razpravah in je morda ohranila določeno pomembnost v 16. stoletju. Gowing komentira: »V imenu reda in zakonov harmonične proporcije, ki zvenijo v glasbi godal, je Apolon zahteval zmago nad kaotičnim in impulzivnim zvokom piščali«. Za Edgarja Winda je tekmovanje določilo »relativne moči dionizijske teme in apolonske jasnosti; in če se je tekmovanje končalo z odiranjem Marsiasa, je bilo to zato, ker je bilo odiranje samo po sebi dionizijski obred, tragična preizkušnja očiščenja, s katero je bila odvržena grdota zunanjega človeka in lepota razkritega njegovega notranjega jaza«.ref>Wind, 172–173</ref> Obstajajo tudi domneve, da ima slika politični pomen, splošen ali specifičen, in prikazuje »pravično kaznovanje« hubrističnih nasprotnikov.
Predstavljene so vse »tri dobe človeka« (če je dovoljeno šteti satire), na desni so dejansko poravnane diagonalno. Deček ali mladi satir gleda gledalca precej prazno, tisti v najboljših letih se osredotočajo na svoje naloge z različnimi izrazi, Midas pa razmišlja o prizoru, očitno z melanholično resignacijo, vendar ne poskuša več posredovati.

## Zgodovina
Ni znano, ali je slika imela predvidenega prejemnika; Tizianova glavna stranka v njegovih zadnjih letih je bil španski kralj Filip II., vendar slika ni omenjena v ohranjeni korespondenci. Slika je morda ena od tistih, ki so bile še vedno v Tizianovem ateljeju ob njegovi smrti leta 1576. Teh je bilo več, vključno z na primer Akteonovo smrtjo, danes v Narodni galeriji v Londonu (zagotovo namenjeno Filipu),  in obstaja splošen argument, ali jih je treba šteti za dokončane ali ne. V tem primeru lahko signatura in področja podrobne obdelave nakazujejo, da je bila slika dokončana.
Nič ni znanega o njeni zgodovini, preden se pojavi v popisu zbirke Arundel iz leta 1655, ki je bila takrat v izgnanstvu pred angleško državljansko vojno v Amsterdamu. To sta ustanovila Thomas Howard, 21. grof Arundelski (um. 1646) in njegova žena Alethea Howard, večinoma pa jo je razpršil njun sin po Aletheini smrti leta 1655. Zbirka je bila večinoma oblikovana v 1620-ih, ko so Howardovi nadaljevali daljši obisk Italije in domnevajo, da je bila slika tam kupljena.
Sliko je leta 1655 kupil Franz Imstenraed. Bil je nečak (Edvarda, Everarda ali) Everharda Jabacha, bankirja iz Kölna, ki je bil eden največjih zasebnih zbirateljev stoletja, deloval pa je tudi kot agent kardinala Mazarina in Ludvika XIV. V 1650-ih je bila odlična zbirka Arundelovega prijatelja Karla I. razpršena v Londonu in Jabach, ki je deloval v Ludvikovem imenu, je bil eden od mnogih aktivnih mednarodnih kupcev z agenti na terenu.
Leta 1673 ga je pridobil Karl II. von Liechtenstein-Kastelkorn, škof Olomouca, potem ko je bil dobitek na loteriji. Kupil je tudi večino zbirke bratov Bernharda in Franza Imstenraeda, ki ostaja nedotaknjena v gradu Kroměříž, nekdanji nadškofovski palači, zdaj Narodnem muzeju, v Kroměřížu.
Zdi se, da je bila slika v 18. stoletju odrezana zgoraj in spodaj ter dodana ob straneh, zlasti na desni strani. V sodobnem času je bila slika razstavljena v tujini v Londonu leta 1983 in 2003 v Washingtonu leta 1986 ter v Parizu, na Dunaju, v Benetkah, Rimu in nazadnje v New Yorku na Unfinished: Thoughts Left Visible, razstavi nedokončanih del, v Met Breuer leta 2016.